# فرودگاه رسنرت
فرودگاه رسنرت (به انگلیسی: Rosenort Airport) یک فرودگاه همگانی است که یک باند فرود چمن و شن دارد و طول باند آن ۵۶۴ متر است. این فرودگاه در کشور کانادا قرار دارد و در ارتفاع ۲۳۷ متری از سطح دریا واقع شده است.